# Заповідник Бєлянські скалки
Бєлянські Скалки (пол. Bielańskie Skałki) — невеликий, лісовий  природний заповідник площею 1,73 га, створений у 1957 році для охорони ксеротермічних луків .
Розташований в західній частині Кракова, на південних схилах Вольського лісу, у південно-східній частині Совінецького хребта, біля монастиря камедулів в Бєлянах, на південних схилах Срібної Гори . На заповідному схилі є цікаві скельні утворення, побудовані з юрських вапняків.

## Туристичні стежки
- Бєляни(Срібна Гора) – Бєлянські Скалки – Поляна біля Дембіни (пол. Polana pod Dębiną).